# Кубок Європи з метань 2023
Кубок Європи з метань 2023 був проведений в Лейрії на стадіонах «Магальяйнш Песоа» та Національного метального центру.
Рішення про проведення змагань в Лейрії на три сезони (2020—2022) було прийнято виконавчим комітетом Європейської легкоатлетичної асоціації 3 березня 2019. Оскільки через пандемічні обмеження Лейрія не змогла прийняти змагання 2020 року (вони були скасовані) та у сезоні-2021 (Кубок був проведений у хорватському Спліті), було прийняте рішення про перенесення проведення Кубків у Лейрії на сезони 2022—2024 років.
Програма змагань включає чотири метальні легкоатлетичні дисципліни (штовхання ядра, метання диска, метання молота, метання списа) серед чоловіків та жінок у абсолютній віковій категорії (дорослі) та серед молоді (U23).

## Індивідуальна першість

### Чоловіки
| Дисципліна     | Золото                   | Золото      | Срібло                            | Срібло      | Бронза                   | Бронза      |
| -------------- | ------------------------ | ----------- | --------------------------------- | ----------- | ------------------------ | ----------- |
| Дорослі        |                          |             |                                   |             |                          |             |
| Штовхання ядра | Роман Кокошко Україна    | 21,52 EL    | Боб Бертемес Люксембург           | 21,21       | Зейн Вейр Італія         | 20,98       |
| Метання диска  | Крістьян Чех Словенія    | 68,30 WL    | Алін Александру Фірфіріке Румунія | 63,78 SB    | Мартін Маркович Хорватія | 62,20 SB    |
| Метання молота | Бенце Халас Угорщина     | 74,65 SB    | Томас Мардал Норвегія             | 73,94 SB    | Янн Шоссінан Франція     | 73,25       |
| Метання списа  | Леандру Рамуш Португалія | 78,57 SB    | Дагб'ятур Даді Йонссон Ісландія   | 78,56 SB    | Ману Кіхера Іспанія      | 78,42 SB    |
| Молодь (U23)   |                          |             |                                   |             |                          |             |
| Штовхання ядра | Мухамет Рамадані Косово  | 19,28 EL    | Ерік Майгефер Німеччина           | 19,13 EU23L | Ріккардо Феррара Італія  | 19,00       |
| Метання диска  | Стівен Ріхтер Німеччина  | 64,23 PB    | Михайло Брудін Україна            | 58,60 PB    | Енріко Саккомано Італія  | 56,27 SB    |
| Метання молота | Михайло Кохан Україна    | 75,80 EU23L | Давід Пілат Польща                | 72,42       | Халіл Їлмазер Туреччина  | 70,45 PB    |
| Метання списа  | Артур Фельфнер Україна   | 80,09       | Ленні Бріссо Франція              | 72,55 SB    | Дьйордь Герцег Угорщина  | 72,46 WU20L |

### Жінки
| Дисципліна     | Золото                            | Золото      | Срібло                  | Срібло      | Бронза                          | Бронза      |
| -------------- | --------------------------------- | ----------- | ----------------------- | ----------- | ------------------------------- | ----------- |
| Дорослі        |                                   |             |                         |             |                                 |             |
| Штовхання ядра | Джессіка Інчуде Португалія        | 18,14 EL    | Ємісі Огунлеє Німеччина | 18,09 SB    | Сара Леннман Швеція             | 17,95       |
| Метання диска  | Шаніс Крафт Німеччина             | 64,88 WL    | Ліліана Ка Португалія   | 64,32 SB    | Меліна Робер-Мішон Франція      | 61,70       |
| Метання молота | Сара Фантіні Італія               | 73,26 WL    | Б'янка Гелбер Румунія   | 71,52       | Катрін Кох Якобсен Данія        | 71,08 SB    |
| Метання списа  | Еліна Дженго Греція               | 63,65 EU23L | Марія Вученович Сербія  | 60,56 SB    | Адріана Вілагош Сербія          | 59,83 WU20L |
| Молодь (U23)   |                                   |             |                         |             |                                 |             |
| Штовхання ядра | Серена Вінсент Велика Британія    | 16,90 EL    | Емілія Кангас Фінляндія | 16,28 PB    | Ніна Чіома Ндубуїсі Німеччина   | 16,24 WU20L |
| Метання диска  | Лотта Флатум Норвегія             | 56,54 EU23L | Емілі Конте Італія      | 56,18 PB    | Марі-Жозе Бовель Лінака Франція | 53,42 EU20L |
| Метання молота | Валерія Іваненко-Кириліна Україна | 65,51 SB    | Нікола Тутілл Ірландія  | 64,44 NU23R | Ракеле Морі Італія              | 62,79       |
| Метання списа  | Вероніка Шокота Хорватія          | 56,82 WU20L | Петра Січакова Чехія    | 55,23 SB    | Есра Тюркмен Туреччина          | 54,69 SB    |

## Командна першість
Кожна країна могла виставити по 2 спортсмени у кожній дисципліні серед дорослих та по одному — серед молоді. В залік йшов кращий результат в кожній метальній дисципліні, після чого він переводився в очки за допомогою Міжнародної таблиці переводу результатів Світової легкої атлетики. За сумою отриманих очок визначались переможці та призери в командному заліку Кубка. У межах командного заліку медалі отримували всі атлети країни, яка посіла призове місце, за умови виконання таким атлетом всіх спроб (необов'язково успішних) у змаганнях.

### Чоловіки
| Категорія    | Золото                                                                                         | Золото    | Срібло | Срібло | Бронза                                                                   | Бронза |
| ------------ | ---------------------------------------------------------------------------------------------- | --------- | --- | ------ | ------------------------------------------------------------------------ | ------ |
| Дорослі      | Іспанія Карлос Тобаліна Ясьєль Сотеро Хав'єр Сьєнфуегос Ману Кіхера Дієго Касас Ніколас Кіхера | 4318 очок | Португалія Франсішку Белу Емануель Соуза Рубен Антунеш Леандру Рамуш Едужозе Соуза Ліма Антоніу Вітал е Сілва Іліріу Назаре | 4269   | Франція Янн Мойзан Том Ро Янн Шоссінан Лукас Мутард Жан-Баптіст Брюксель | 4162   |
| Молодь (U23) | Німеччина Ерік Майгефер Стівен Ріхтер Зерен Клозе Моріц Морштайн                               | 4148      | Україна Станіслав Чирва Михайло Брудін Михайло Кохан Артур Фельфнер                                                         | 4119   | Туреччина Нух Болат Енес Чанкая Халіл Їлмазер Огюзхан Уста               | 4007   |

### Жінки
| Категорія    | Золото                                                                                       | Золото    | Срібло | Срібло | Бронза | Бронза |
| ------------ | -------------------------------------------------------------------------------------------- | --------- | --- | ------ | --- | ------ |
| Дорослі      | Німеччина Ємісі Огунлеє Шаніс Крафт Саманта Борутта Яна Марі Ловка Юле Штоєр Антонія Кінцель | 4338 очок | Італія Монія Кантарелла Дейзі Осакуе Сара Фантіні Сара Джемаї Стефанія Струмілло Аджімон Паскаліне Адангегбе | 4207   | Франція Аманда Нганду-Нтумба Меліна Робер-Мішон Роз Лога Алізе Мінар Аманда Нганду-Нтумба Александра Таверньє | 4156   |
| Молодь (U23) | Італія Анна Муші Емілі Конте Ракеле Морі Маргеріта Рандаццо                                  | 3805      | Україна Марія Ларіна Марія Стрєлець Валерія Іваненко-Кириліна Еріка Лукач                                    | 3489   | не вручалась                                                                                                  |        |

## Медальний залік
До медального заліку включені нагороди за підсумками індивідуальної та командної першостей.
| Місце               | Країна              | Золото | Срібло | Бронза | Загалом |
| ------------------- | ------------------- | ------ | ------ | ------ | ------- |
| 1                   | Україна             | 4      | 3      | 0      | 7       |
| 2                   | Німеччина           | 4      | 2      | 1      | 7       |
| 3                   | Італія              | 2      | 2      | 4      | 8       |
| 4                   | Португалія          | 2      | 2      | 0      | 4       |
| 5                   | Норвегія            | 1      | 1      | 0      | 2       |
| 6                   | Іспанія             | 1      | 0      | 1      | 2       |
| 6                   | Угорщина            | 1      | 0      | 1      | 2       |
| 6                   | Хорватія            | 1      | 0      | 1      | 2       |
| 9                   | Велика Британія     | 1      | 0      | 0      | 1       |
| 9                   | Греція              | 1      | 0      | 0      | 1       |
| 9                   | Косово              | 1      | 0      | 0      | 1       |
| 9                   | Словенія            | 1      | 0      | 0      | 1       |
| 13                  | Румунія             | 0      | 2      | 0      | 2       |
| 14                  | Франція             | 0      | 1      | 5      | 6       |
| 15                  | Сербія              | 0      | 1      | 1      | 2       |
| 16                  | Ірландія            | 0      | 1      | 0      | 1       |
| 16                  | Ісландія            | 0      | 1      | 0      | 1       |
| 16                  | Люксембург          | 0      | 1      | 0      | 1       |
| 16                  | Польща              | 0      | 1      | 0      | 1       |
| 16                  | Фінляндія           | 0      | 1      | 0      | 1       |
| 16                  | Чехія               | 0      | 1      | 0      | 1       |
| 22                  | Туреччина           | 0      | 0      | 3      | 3       |
| 23                  | Данія               | 0      | 0      | 1      | 1       |
| 23                  | Швеція              | 0      | 0      | 1      | 1       |
| Загалом (24 збірні) | Загалом (24 збірні) | 20     | 20     | 19     | 59      |

## Виступ українців
В індивідуальних дисциплінах українські легкоатлети вибороли 4 золотих та 1 срібну нагороди, а у командному заліку посіли два призових (других) місця.

### Індивідуальна першість
| Дисципліна↓                    | Чоловіки                                   | Жінки     |             |                                             |           |             |
| Атлет                          | Місце                                      | Результат | Атлетка     | Місце                                       | Результат |             |
| ------------------------------ | ------------------------------------------ | --------- | ----------- | ------------------------------------------- | --------- | ----------- |
| Ядро (дорослі)                 | Роман Кокошко Вінницька область            | 1         | 21,52 EL    | Софія Ромасюк Харківська область            | 17        | 14,59 EU23L |
| Ігор Мусієнко Сумська область  | 11                                         | 19,68 SB  |             |                                             | 17        | 14,59 EU23L |
| Ядро (U23)                     | Станіслав Чирва Київ                       | 15        | 15,37       | Марія Ларіна Донецька область               | 7         | 14,17       |
|                                |                                            |           |             |                                             |           |             |
| Диск (дорослі)                 | Олексій Кирилін Черкаська область          | 22        | 56,39 SB    | Карина Авраменко Дніпропетровська область   | 24        | 41,73 PB    |
| Диск (U23)                     | Михайло Брудін Донецька область            | 2         | 58,60 PB    | Марія Стрєлець Донецька область             | 16        | 41,09       |
|                                |                                            |           |             |                                             |           |             |
| Молот (дорослі)                | Михайло Гаврилюк Івано-Франківська область | 22        | 68,55       | Ірина Климець Волинська область             | 14        | 66,14       |
| Олена Хамаза Волинська область | 20                                         | 22        | 68,55       | 65,15 PB                                    |           |             |
| Молот (U23)                    | Михайло Кохан Дніпропетровська область     | 1         | 75,80 EU23L | Валерія Іваненко-Кириліна Черкаська область | 1         | 65,51 SB    |
|                                |                                            |           |             |                                             |           |             |
| Спис (дорослі)                 | Микола Калюш Рівненська область            | 13        | 66,72       | Ганна Гацько Київ                           | 6         | 58,17       |
| Спис (U23)                     | Артур Фельфнер Україна                     | 1         | 80,09       | Еріка Лукач Київська область                | 7         | 50,36       |

### Командна першість
| Категорія↓   | Чоловіки                                                                  | Жінки |         |                                                                        |      |      |
| Команда      | Місце                                                                     | Очки  | Команда | Місце                                                                  | Очки |      |
| ------------ | ------------------------------------------------------------------------- | ----- | ------- | ---------------------------------------------------------------------- | ---- | ---- |
| Дорослі      | Роман Кокошко Олексій Кирилін Михайло Гаврилюк Микола Калюш Ігор Мусієнко | 4     | 4144    | Софія Ромасюк Карина Авраменко Ірина Климець Ганна Гацько Олена Хамаза | 5    | 3681 |
| Молодь (U23) | Станіслав Чирва Михайло Брудін Михайло Кохан Артур Фельфнер               | 2     | 4119    | Марія Ларіна Марія Стрєлець Валерія Іваненко-Кириліна Еріка Лукач      | 2    | 3489 |